# Gebermühle
Gebermühle ist eine Mühle in Lohmar im Rhein-Sieg-Kreis in Nordrhein-Westfalen.

## Geographie
Die Gebermühle liegt im südöstlichen Lohmar. Umliegende Ortschaften und Weiler sind Salgert im Norden, Geber im Nordosten und Osten, Fischburg, Inger und Algert im Südosten, Algert im Süden, Lohmarhohn und das etwas entferntere Lohmar-Ort im Südwesten, Weegen und Donrath im Westen sowie Halberg im Nordwesten.
Der Jabach, ein orographisch linker Nebenfluss der Agger, fließt südlich der Gebermühle entlang.

## Verkehr
Gebermühle liegt an der Bundesstraße 507.